# Fachklinik Haus Immanuel
Die Fachklinik Haus Immanuel in Hutschdorf bei Thurnau (Landkreis Kulmbach) wurde 1907 von Ernst Keupp als Trinkerheilstätte gegründet und ist die älteste Fachklinik in Bayern. Die Klinik ist heute als Einrichtung des Deutschen Gemeinschafts-Diakonieverbandes auf die Behandlung alkohol- und medikamentenabhängiger Frauen spezialisiert.

## Geschichte
Die Einrichtung wurde am 3. März 1907 vom damaligen Ortspfarrer Ernst Keupp in Hutschdorf zur Behandlung alkoholabhängiger Menschen als erste Trinkerheilstätte Bayerns gegründet. Das Haus Immanuel ist somit die älteste Fachklinik in Bayern.
1914 wurde die Fachklinik zu einem Lazarett vor allem für die Behandlung alkoholabhängiger Soldaten umfunktioniert. Nach dem Ende des Ersten Weltkrieges wurde Pfarrer Keupp zum Rektor des Gemeinschafts-Diakonissen-Mutterhauses Hensoltshöhe in Gunzenhausen berufen. Er übernahm das Amt unter der Prämisse, dass die Hensoltshöhe seine in Hutschdorf begonnene Arbeit übernimmt. So sind seit 1919 Diakonissen des DGD in der Fachklinik tätig. 1919 übernahm Schwester Betty Bock die Leitung der Klinik. Während des Zweiten Weltkrieges wurden im Haus Immanuel Familien und Kinder im Rahmen der Kinderlandverschickung untergebracht, darunter auch Hamburger Schulkinder mit ihrer Lehrerin Hannelore Glaser, der späteren Loki Schmidt, die zwischen 1940 und 1941 dort ein Jahr verbrachte. In dieser Zeit begegnete sie auch Werner Fiehler, Bruder des Münchner Oberbürgermeisters Karl Fiehler, der wegen seiner Trunksucht in die Heilstätte zwangseingewiesen worden war.
1945 folgte auf Anordnung der US-Besatzungsmacht die Umwandlung in eine Lungenheilstätte. Und war als Fachklinik Dr. Zwirner eine anerkannte Anstalt für die Weiterbildung zum Facharzt für Lungenheilkunde. Die Neugründung als Heilstätte für suchtkranke Frauen erfolgte 1961 unter der Leitung von Herbert Riemenschneider. Der Anerkennung der Alkoholabhängigkeit 1968 als Erkrankung folgte der Anspruch auf bezahlte Behandlung durch die Rentenversicherungen und Krankenkassen, 1971 dann die Anerkennung des Hauses Immanuel als Fachklinik. Der grundlegenden Renovierung der Einrichtung im Jahr 1989 folgte 2012 die Erweiterung der Fachklinik um einen modernen Neubau mit nun insgesamt 60 Therapieplätzen – davon 12 für Mütter mit Kind sowie, als eine der ganz wenigen Kliniken dieser Art, einem Kinderhaus.

## Standort
Die Fachklinik Haus Immanuel befindet sich im oberfränkischen Hutschdorf bei Thurnau im Landkreis Kulmbach. Auf einem 10.000 m² großen und parkähnlichen Areal befinden sich die diversen Abteilungen der Klinik: das Haupthaus mit 60 Therapieplätzen für suchtkranke Frauen sowie Raum für Wohngruppen, Therapieeinrichtungen, Kinderspielzimmer und Aufenthaltsräume. Darüber hinaus verfügt die Fachklinik über ein Schwimmbad sowie eine Kindertagesstätte unter eigener Leitung. Im Juli 2017 wurde die neue Sporthalle der Klinik eingeweiht. Auf einer Fläche von 227m² ausgestattet mit modernstem Inventar werden zeitgemäße, sporttherapeutische Ansätze verfolgt.

## Therapie
In der Fachklinik Haus Immanuel werden suchtkranke Frauen nach einem ganzheitlichen Ansatz behandelt. Dabei liegt ein besonderer Schwerpunkt auf den Problemen suchtkranker Frauen in der Gesellschaft. Vor allem Mehrbelastungen durch Kinder sowie außergewöhnliche Belastungen beispielsweise durch die Pflege alter und kranker Familienangehöriger lassen Frauen nicht selten zu Suchtmitteln greifen, woraus sich eine Abhängigkeit entwickeln kann. Dem klassischen Rollenbild wird in der Therapie eine Orientierung auf die Stärken und Fähigkeiten der Frauen entgegengesetzt. Die Behandlungsdauer beträgt in der Regel über 15 Wochen.

### Auseinandersetzung mit der weiblichen Sexualität
Die Auseinandersetzung mit dem Thema der weiblichen Sexualität spielt in der Arbeit mit suchtkranken Frauen eine besondere Rolle, weshalb dieses Thema geschlechtsspezifisch behandelt wird, zumal bekannt ist, dass insbesondere suchtkranke Frauen Erfahrungen von sexueller Gewalt, sowohl in der Kindheit als auch im Erwachsenenleben, in einem hohen Prozentsatz erlitten haben.

### Thematik Prostitution
Gerade im geschützten Rahmen einer Frauenklinik kann die betroffene Patientin sich mit der Prostitution auseinandersetzen und die damit verbundenen Emotionen und Erfahrungen in ihre Persönlichkeit integrieren. Bleibt die Erfahrung der Prostitution unbearbeitet, erhöht sich die Wahrscheinlichkeit, dass zur Verdeckung von aufkommenden Scham- und Schuldgefühlen erneut Suchtmittel eingesetzt werden.

### Mutter-Kind-Behandlung
Die Fachklinik Haus Immanuel bietet Frauen die Möglichkeit, dass sie mit ihren Kindern die Therapie absolvieren. Dazu betreibt die Fachklinik eine eigene Kita: Kindernest, in dieser werden die Kinder gefördert. Für alleinerziehende Frauen ist dies häufig die einzige Möglichkeit eine Therapie anzutreten, denn sie würden ihre Kinder nie in ein Heim oder eine Pflegefamilie geben. Im Rahmen der Therapie wird auch an der gestörten Mutter-Kind Beziehung gearbeitet.

### Posttraumatische Belastungsstörung (PTBS)
Generell gilt, unverarbeitete Traumaeinwirkung führt oft zur Entstehung einer posttraumatischen Belastungsstörung (PTBS). Um diesen Frauen sinnvoll zu helfen zu können und sie in ein gesundes, suchtmittelfreies Leben zurückzuführen, muss neben der Suchterkrankung ebendiese posttraumatische Belastungsstörung mitbehandelt werden.

### Behandlung von Essstörungen
Im Rahmen des frauenspezifischen Angebotes spielt die Behandlung von Essstörungen eine zunehmende Rolle. Weiblichkeit wird in unserer Gesellschaft wesentlich mehr als Männlichkeit durch Aussehen definiert. Das Selbstwertgefühl hängt oft stark davon ab, wie attraktiv der eigene Körper erlebt wird. Es können sich Essstörungen wie Bulimie oder Anorexia nervosa entwickeln.

## ICD-10, Indikationen
- Störungen durch Alkohol, (F10.xx)
- Störungen durch Sedativa und Hypnotika, (F13.xx)
- Störungen durch multiplen Substanzgebrauch und andere psychotrope Substanzen (F19.xx)

## Mitgliedschaft in Verbänden
- DGD Stiftung
- DGD Kliniken
- Diakonisches Werk, Bayern
- Bundesverband für stationäre Suchtkrankenhilfe (buss)
- DeQus